# Catharsius approximans
Catharsius approximans là một loài bọ cánh cứng trong họ Bọ hung (Scarabaeidae).